# Campeonato Europeu de Atletismo Sub-23 de 2001
O Campeonato Europeu de Atletismo Sub-23 de 2001 foi a 3ª edição do campeonato, organizado pela Associação Europeia de Atletismo (AEA) em Amesterdão, nos Países Baixos, entre 12 e 15 de julho de 2001. Foram disputadas 44 provas no campeonato, no qual participaram 737 atletas de 41 nacionalidades. 

## Resultados
Esses foram os resultados do campeonato. 
Masculino
| Evento                       | Ouro                                                                                 | Ouro     | Prata                                                                        | Prata    | Bronze                                                                          | Bronze   |
| ---------------------------- | ------------------------------------------------------------------------------------ | -------- | ---------------------------------------------------------------------------- | -------- | ------------------------------------------------------------------------------- | -------- |
| 100 m                        | Jonathan Barbour · Grã-Bretanha                                                      | 10.26    | Fabrice Calligny · França                                                    | 10.40    | Przemysław Rogowski · Polónia                                                   | 10.45    |
| 200 m                        | Marcin Jędrusiński · Polónia                                                         | 20.94    | Łukasz Chyła · Polónia                                                       | 20.99    | Mark Howard · Irlanda                                                           | 21.00    |
| 400 m                        | Yuriy Borzakovskiy · Rússia                                                          | 46.06    | Marc Alexander Scheer · Alemanha                                             | 46.43    | Rafał Wieruszewski · Polónia                                                    | 46.57    |
| 800 m                        | Antonio Manuel Reina · Espanha                                                       | 1:47.74  | Joeri Jansen · Bélgica                                                       | 1:47.80  | Nicolas Aïssat · França                                                         | 1:47.81  |
| 1.500 m                      | Wolfram Müller · Alemanha                                                            | 3:38.94  | Ivan Heshko · Ucrânia                                                        | 3:39.37  | Sergio Gallardo · Espanha                                                       | 3:39.50  |
| 5.000 m                      | Yousef El Nasri · Espanha                                                            | 14:02.97 | Dmytro Baranovskyy · Ucrânia                                                 | 14:03.67 | Balázs Csillag · Hungria                                                        | 14:04.84 |
| 10.000 m                     | Dmytro Baranovskyy · Ucrânia                                                         | 29:13.36 | Koen Raymaekers · Países Baixos                                              | 29:15.24 | Mattia Maccagnan · Itália                                                       | 29:15.32 |
| 110 m com barreiras          | Artur Budziłło · Polónia                                                             | 13.76    | Felipe Vivancos · Espanha                                                    | 13.79    | Chris Baillie · Grã-Bretanha                                                    | 13.85    |
| 400 m com barreiras          | Matthew Elias · Grã-Bretanha                                                         | 49.57    | Periklis Iakovakis · Grécia                                                  | 49.63    | Mikael Jakobsson · Suécia                                                       | 50.86    |
| 3.000 m com obstáculo        | Pavel Potapovich · Rússia                                                            | 8:35.85  | Vadim Slobodenyuk · Ucrânia                                                  | 8:37.09  | Henrik Skoog · Suécia                                                           | 8:38.27  |
| 20 km marcha atlética        | Juan Manuel Molina · Espanha                                                         | 1:23:03  | Stepan Yudin · Rússia                                                        | 1:23:10  | José David Domínguez · Espanha                                                  | 1:23:16  |
| Revezamento 4 x 100 metros   | Polónia · Tomasz Kondratowicz · Łukasz Chyła · Marcin Placheta · Przemysław Rogowski | 39.41    | Grã-Bretanha · Jonathan O'Parka · Jonathan Barbour · Darren Chin · Ben Lewis | 39.45    | Eslovénia · Matic Šušteršic · Matic Osovnikar · Boštjan Fridrih · Rok Orel      | 39.95    |
| Revezamento 4 x 400 metros   | Grã-Bretanha · David Naismith · Adam Potter · Richard McDonald · Matthew Elias       | 3:05.24  | Alemanha · Simon Kirch · Stefan Holz · Ruwen Faller · Marc Alexander Scheer  | 3:05.39  | Rússia · Oleg Mishukov · Maksim Babarykin · Dmitriy Bogdanov · Yevgeniy Lebedev | 3:06.41  |
| Salto em altura              | Rožle Prezelj · Eslovénia                                                            | 2.21     | Aleksandr Veryutin · Bielorrússia                                            | 2.18     | Fabrice Saint Jean · França                                                     | 2.18     |
| Salto com vara               | Lars Börgeling · Alemanha                                                            | 5.60     | Mikko Latvala · Finlândia                                                    | 5.50     | Giuseppe Gibilisco · Itália                                                     | 5.50     |
| Salto em distância           | Yann Domenech · França                                                               | 8.00     | Volodymyr Zyuskov · Ucrânia                                                  | 7.90     | Schahriar Bigdeli · Alemanha                                                    | 7.81     |
| Salto triplo                 | Christian Olsson · Suécia                                                            | 17.24    | Igor Spasovkhodskiy · Rússia                                                 | 17.08    | Ionut Punga · Roménia                                                           | 16.81    |
| Arremesso de peso (6 kg)     | Mikuláš Konopka · Eslováquia                                                         | 19.79    | Yury Bialou · Bielorrússia                                                   | 19.38    | Leszek Śliwa · Polónia                                                          | 19.08    |
| Arremesso de disco (1,75 kg) | Zoltán Kővágó · Hungria                                                              | 63.85    | Heinrich Seitz · Alemanha                                                    | 59.50    | Gábor Máté · Hungria                                                            | 59.45    |
| Arremesso de martelo (6 kg)  | Nicolas Figère · França                                                              | 80.88    | Olli-Pekka Karjalainen · Finlândia                                           | 80.54    | Miloslav Konopka · Eslováquia                                                   | 76.28    |
| Lançamento de dardo          | Björn Lange · Alemanha                                                               | 80.85    | Alexander Baranovskiy · Rússia                                               | 76.74    | Janis Liepa · Letónia                                                           | 74.26    |
| Decatlo                      | André Niklaus · Alemanha                                                             | 8042     | Jaakko Ojaniemi · Finlândia                                                  | 7907     | William Frullani · Itália                                                       | 7871     |

Feminino
| Evento                       | Ouro                                                                            | Ouro     | Prata                                                                                         | Prata    | Bronze                                                                                     | Bronze   |
| ---------------------------- | ------------------------------------------------------------------------------- | -------- | --------------------------------------------------------------------------------------------- | -------- | ------------------------------------------------------------------------------------------ | -------- |
| 100 m                        | Sina Schielke · Alemanha                                                        | 11.52    | Abiodun Oyepitan · Grã-Bretanha                                                               | 11.58    | Johanna Manninen · Finlândia                                                               | 11.61    |
| 200 m                        | Johanna Manninen · Finlândia                                                    | 23.30    | Sina Schielke · Alemanha                                                                      | 23.45    | Ciara Sheehy · Irlanda                                                                     | 23.54    |
| 400 m                        | Antonina Yefremova · Ucrânia                                                    | 52.29    | Helen Thieme · Grã-Bretanha                                                                   | 52.75    | Aneta Lemiesz · Polónia                                                                    | 53.25    |
| 800 m                        | Anna Zagorska · Polónia                                                         | 2:07.27  | Irina Somesan · Roménia                                                                       | 2:07.27  | Tatyana Rodionova · Rússia                                                                 | 2:07.60  |
| 1.500 m                      | Alesia Turava · Bielorrússia                                                    | 4:09.71  | Natalia Rodríguez · Espanha                                                                   | 4:11.20  | Kelly Caffel · Grã-Bretanha                                                                | 4:12.30  |
| 5.000 m                      | Katalin Szentgyörgy · Hungria                                                   | 15:40.55 | Anastasiya Zubova · Rússia                                                                    | 15:40.78 | Tatyana Khmeleva · Rússia                                                                  | 15:51.88 |
| 10.000 m                     | Olga Romanova · Rússia                                                          | 33:36.03 | Sonja Stolić · Iugoslávia                                                                     | 33:37.02 | Sabrina Mockenhaupt · Alemanha                                                             | 33:38.38 |
| 100 m com barreiras          | Susanna Kallur · Suécia                                                         | 12.96    | Jenny Kallur · Suécia                                                                         | 13.19    | Tessy Prediger · Alemanha                                                                  | 13.31    |
| 400 m com barreiras          | Sylvanie Morandais · França                                                     | 56.30    | Aleksandra Pielużek · Polónia                                                                 | 56.51    | Irēna Žauna · Letónia                                                                      | 57.03    |
| 3.000 m com obstáculo        | Melanie Schulz · Alemanha                                                       | 10:03.34 | Lívia Tóth · Hungria                                                                          | 10:04.99 | Sigrid Vanden Bempt · Bélgica                                                              | 10:08.46 |
| 20 km marcha atlética        | Elisa Rigaudo · Itália                                                          | 1:29:54  | Ryta Turava · Bielorrússia                                                                    | 1:30:15  | Larissa Sofronova · Rússia                                                                 | 1:32:06  |
| Revezamento 4 x 100 metros   | Grã-Bretanha · Susan Burnside · Helen Roscoe · Sabrina Scott · Abiodun Oyepitan | 44.31    | Bielorrússia · Yuliya Bartsevich · Aksana Drahun · Alena Neumiarzhitskaya · Yevgeniya Likhuta | 44.64    | Finlândia · Elina Lax · Heidi Hannula · Johanna Manninen · Katja Salivaara                 | 44.76    |
| Revezamento 4 x 400 metros   | Grã-Bretanha · Karen Gear · Jenny Meadows · Tracey Duncan · Helen Thieme        | 3:31.74  | Polónia · Aleksandra Pielużek · Aneta Lemiesz · Monika Bejnar · Justyna Karolkiewicz          | 3:32.38  | Ucrânia · Natalya Zhuravlyova · Natalya Sidorenko · Yuliya Gurtovenko · Antonina Yefremova | 3:34.16  |
| Salto em altura              | Ruth Beitia · Espanha                                                           | 1.87     | Marina Kuptsova · RússiaCandeger Kilincer · Turquia                                           | 1.87     |                                                                                            |          |
| Salto com vara               | Monika Pyrek · Polónia                                                          | 4.40     | Annika Becker · Alemanha                                                                      | 4.40     | Carolin Hingst · Alemanha                                                                  | 4.30     |
| Salto em distância           | Jade Johnson · Grã-Bretanha                                                     | 6.52     | Concepción Montaner · Espanha                                                                 | 6.46     | Aurélie Felix · França                                                                     | 6.41     |
| Salto triplo                 | Irina Vasilieva · Rússia                                                        | 13.80    | Marija Martinović · Iugoslávia                                                                | 13.72    | Amy Zongo · França                                                                         | 13.68    |
| Arremesso de peso (6 kg)     | Nadzeya Astapchuk · Bielorrússia                                                | 19.73    | Lucica Ciobanu · Roménia                                                                      | 17.59    | [Kathleen Kluge]] · Alemanha                                                               | 17.06    |
| Arremesso de disco (1,75 kg) | Mélina Robert-Michon · França                                                   | 58.52    | Ileana Brindusoiu · Roménia                                                                   | 58.25    | Olga Goncharenko · Bielorrússia                                                            | 57.71    |
| Arremesso de martelo (6 kg)  | Manuela Montebrun · França                                                      | 66.73    | Sini Pöyry · Finlândia                                                                        | 64.71    | Cecilia Nilsson · Suécia                                                                   | 64.06    |
| Lançamento de dardo          | Nikolett Szabó · Hungria                                                        | 60.69    | Mercedes Chilla · Espanha                                                                     | 57.78    | Moonika Aava · Estónia                                                                     | 56.12    |
| Heptatlo                     | Līga Kļaviņa · Letónia                                                          | 6279     | Svetlana Sokolova · Rússia                                                                    | 6179     | Austra Skujytė · Lituânia                                                                  | 6087     |

## Quadro de medalhas
| Ordem | País          | Medalha de ouro | Medalha de prata | Medalha de bronze | Total |
| ----- | ------------- | --------------- | ---------------- | ----------------- | ----- |
| 1     | Alemanha      | 6               | 5                | 5                 | 16    |
| 2     | Reino Unido   | 6               | 3                | 2                 | 11    |
| 3     | Polónia       | 5               | 3                | 4                 | 12    |
| 4     | França        | 5               | 1                | 4                 | 10    |
| 5     | Rússia        | 4               | 6                | 4                 | 14    |
| 6     | Espanha       | 4               | 4                | 2                 | 10    |
| 7     | Hungria       | 3               | 1                | 2                 | 6     |
| 8     | Bielorrússia  | 2               | 4                | 1                 | 7     |
| 8     | Ucrânia       | 2               | 4                | 1                 | 7     |
| 10    | Suécia        | 2               | 1                | 3                 | 6     |
| 11    | Finlândia     | 1               | 4                | 2                 | 7     |
| 12    | Itália        | 1               | 0                | 3                 | 4     |
| 13    | Letónia       | 1               | 0                | 2                 | 3     |
| 14    | Eslováquia    | 1               | 0                | 1                 | 2     |
| 14    | Eslovênia     | 1               | 0                | 1                 | 2     |
| 16    | Roménia       | 0               | 3                | 1                 | 4     |
| 17    | Iugoslávia    | 0               | 2                | 0                 | 2     |
| 18    | Bélgica       | 0               | 1                | 1                 | 2     |
| 19    | Grécia        | 0               | 1                | 0                 | 1     |
| 19    | Países Baixos | 0               | 1                | 0                 | 1     |
| 19    | Turquia       | 0               | 1                | 0                 | 1     |
| 22    | Irlanda       | 0               | 0                | 2                 | 2     |
| 23    | Estónia       | 0               | 0                | 1                 | 1     |
| 23    | Lituânia      | 0               | 0                | 1                 | 1     |
| 24    | Total         | 44              | 45               | 43                | 132   |

## Participantes por nacionalidade
Um total de 737 atletas de 41 países participaram do campeonato.
- Arménia (1)
- Áustria (9)
- Azerbaijão (2)
- Bielorrússia (27)
- Bélgica (11)
- Bósnia e Herzegovina (2)
- Bulgária (5)
- Croácia (8)
- Chipre (1)
- Chéquia (20)
- Dinamarca (1)
- Estónia (7)
- Finlândia (29)
- França (73)
- Alemanha (71)
- Grã-Bretanha (50)
- Grécia (27)
- Hungria (25)
- Islândia (3)
- Irlanda (13)
- Israel (1)
- Itália (38)
- Letónia (10)
- Lituânia (14)
- Luxemburgo (1)
- Moldávia (3)
- Países Baixos (23)
- Noruega (9)
- Polónia (45)
- Portugal (16)
- Roménia (25)
- Rússia (36)
- San Marino (1)
- Eslováquia (8)
- Eslovénia (13)
- Espanha (45)
- Suécia (27)
- Suíça (8)
- Turquia (4)
- Ucrânia (20)
- Iugoslávia (5)